# Premi Josep Plá
De Premi Josep Pla (Catalaans, voluit: Premi Josep Pla de Narrativa; Spaans: Premio Josep Pla) is een Catalaanse literatuurprijs.

## Beschrijving
De Premi Josep Pla werd in 1968 ingesteld door de in Barcelona gevestigde uitgeverij Ediciones Destino. De prijs is bedoeld voor auteurs van in het Catalaans geschreven proza. Daarbij is het genre niet van belang: de prijs kan bijvoorbeeld voor romans, novelles, reisverhalen, memoires, biografieën en dagboeken worden toegekend. De onderscheiding is genoemd naar de Catalaanse schrijver en journalist Josep Pla (1897-1981), die een belangrijke rol vervulde bij de vernieuwing van de Catalaanse taal. Aan de prijs is een geldbedrag van 6000 euro verbonden. De uitreiking van de Premi Josep Pla vindt plaats op Driekoningen (6 januari) van het jaar volgend op de toekenning. Dat gebeurt in Hotel Ritz in Barcelona, waar dan ook de Premio Nadal aan de winnaar daarvan wordt overhandigd.

## Winnaars
| Jaar    | Winnaar                    | Boek                                                  |
| ------- | -------------------------- | ----------------------------------------------------- |
| 1968    | Terenci Moix               | Onades sobre una roca deserta                         |
| 1969    | Baltasar Porcel            | Difunts sota els ametllers en flor                    |
| 1970    | Tomàs i Teresa Pàmies      | Testament a Praga                                     |
| 1971    | Gabriel Janer Manila       | Els alicorns                                          |
| 1972    | Alexandre Cirici           | El temps barrat                                       |
| 1973    | Llorenç Villalonga         | Andrea Victrix                                        |
| 1974    | Marià Manent               | El vel de Maia                                        |
| 1975    | Enric Jardí                | Historia del Cercle Artístic                          |
| 1976    | Carles Reig                | Contraataquen                                         |
| 1977    | J. M. Castellet            | Josep Pla o la raó narrativa                          |
| 1978    | Maria Àngels Anglada       | Les Closes                                            |
| 1979    | Jaume Miravitlles          | Gent que he conegut                                   |
| 1980    | Jordi Sarsanedas           | La noia a la sorra                                    |
| 1981    | Josep Piera                | El Cingle Verd                                        |
| 1982    | Olga Xirinacs              | Interior amb difunts                                  |
| 1983    | Pau Faner                  | Fins al cel                                           |
| 1984    | Norbert Bilbeny            | Papers contra la cinta magnètica                      |
| 1985    | Gerard Vergés              | Tretze biografies imperfectes                         |
| 1986    | Maria Mercè Roca           | El present que m’acull                                |
| 1987    | Albert Manent              | Solc de les hores. Retrats d’escriptors i de polítics |
| 1988    | Àlex Susanna               | Quadern venecià                                       |
| 1989-90 | Miquel Àngel Riera         | Illa Flaubert                                         |
| 1991    | Xavier Rubert de Ventós    | El cortesà i el seu fantasma                          |
| 1992    | Jordi Coca                 | La japonesa                                           |
| 1993    | Xavier Roca-Ferrer         | El cap de Penteu                                      |
| 1994    | Carme Riera                | Dins el darrer blau                                   |
| 1995    | Isabel Olesti              | Dibuix de dona amb ocells blancs                      |
| 1996    | Pep Subirós                | Cita a Tombuctú                                       |
| 1997    | Miquel de Palol            | El Legislador                                         |
| 1998    | Valentí Puig               | L’home de l’abric                                     |
| 1999    | Francesc Puigpelat         | Apocalipsi blanc                                      |
| 2000    | Empar Moliner              | Feli, esthéticienne                                   |
| 2001    | Jordi Llavina              | Nitrato de Chile                                      |
| 2002    | Eva Piquer                 | Una victòria diferent                                 |
| 2003    | Héctor Bofill              | L’últim Evangeli                                      |
| 2004    | Robert Saladrigas          | La llibreta groga                                     |
| 2005    | Sebastià Alzamora i Martín | La pell i la princesa                                 |
| 2006    | Lluís Maria Todó           | El mal francès                                        |
| 2007    | Martí Domínguez            | El retorn de Voltaire                                 |
| 2008    | Melcior Comes              | La batalla de Walter Stamm                            |
| 2009    | Gaspar Hernàndez           | El silenci                                            |
| 2010    | Llucia Ramis i Laloux      | Egosurfing                                            |
| 2011    | Cristian Segura            | El clau del conill                                    |
| 2012    | Rafel Nadal i Farreras     | Quan érem feliços                                     |